# Dahlgrensgården
Dahlgrensgården är en borgargård i kvarteret Kronan Större vid Kyrkogatan 15 i Åmål. Byggnaden, som uppfördes år 1788, är byggnadsminne sedan den 17 april 1978.
Dahlgrensgården är ett representativt exempel på högreståndsbyggnader från 1700-talets slut och bildar med den övriga bebyggelsen i stadsdelen Plantaget en enhetlig miljö.

## Historia
Kvarteret Kronan Större anlades vid stadens grundande på 1640-talet. Det kom att indelas i femton icke genomgående tomter. Efter 1777 års brand, som helt ödelade kvarteret, upprättades en ny tomtordning, där endast hörntomterna fick bebyggas medan mellanliggande partier skulle hållas öppna. Denna kvartersindelning, som skulle motverka förödande eldsvådor, kan till vissa delar ännu skönjas. Kvarteret är numera indelat i sju tomter, vilka alla är bebyggda.
Byggnaden uppfördes 1788 av borgmästaren Anders Åberg på en hörntomt i ett kvarter, som eldhärjades 1777. Ingången mot Kyrkogatan tillkom under 1800-talet. I det inre är rumsindelningen helt bevarad i övervåningen och delvis i bottenvåningen.
Byggnaden har fått sitt namn efter rådmannen Jan Magnus Dahlgren, som förvärvade den under 1800-talets förra hälft. Byggnaden är också känd under namnet Reimarska huset efter läkaren Albin Reimar, som hade sin mottagning där under många år.
Professorn och filosofen Vitalis Norström föddes i Dahlgrensgården år 1856.

## Beskrivning
Dahlgrensgården ligger i stadsdelen Plantaget i Åmål, intill Kyrkogatan och parken strax sydost om Vågmästargården. Byggnadsminnet omfattar tomterna Kronan Större 3 och 7, men enbart huvudbyggnaden på tomt nummer 3, som är ett större gulmålat trähus i två våningar med skiffertak. På tomt nummer sju sydost om huvudbyggnaden står en låg vinkelbyggd uthusbyggnad som numera är renoverad. Gården är grästäckt med grusad infart och gångar närmast husen. Tomten avgränsas av ett gulmålat trästaket, innanför detta står ett flertal höga lövträd.
Huset är byggt av timmer i två våningar och klätt med gulmålad lockpanel med vitmålade knutlådor i form av pilastrar med kapitäl. Det har vita korspostfönster och röda ytterdörrar med överljus, samt vita dörr- och fönsteromfattningar. Huset har kraftigt profilerad takfot av vitmålade brädor, det höga sadeltaket har valmade gavelrösten och är täckt med skiffer. Takkupor sitter mitt på husets långsida mot gården respektive gatan. På ena gaveln finns spår i fasadpanelen efter en tidigare köksingång som ersatts med ett fönster.

### Interiör
Dahlgrensgårdens interiörer från 1700- och 1800-talen är osedvanligt välbevarade. Rumsindelningen förefaller ursprunglig med mindre förändringar. En tidigare köksingång till trapphuset i husets norra gavel har tagits bort, och bottenvåningen har tidigt delats in i lägenheter och lokaler för andra ändamål. Dörrar och snickerier är huvudsakligen från 1800-talet. Ytterdörrarna till bottenvåningens lägenheter är från sent 1800-tal eller tidigt 1900-tal. Dörrar till vindskamrarna kan vara ursprungliga från 1700-talet att döma av gångjärnens utseende. Trägolv av smala brädor, troligen från 1900-talet och avsedda att täckas med linoleummattor, innertaken eventuellt ursprungliga av rot-topp-sågade brädor fästa med smidd spik. I en av bottenvåningens lägenheter i sydöstra delen av huset låg tidigare husets kök, kvar från detta finns en stor mur med nisch för den före detta bakugnen. Övervåningen består av två rumsfiler, filen mot gatan består av ett större rum i norra änden och en salong i dess södra ände samt två mindre förmak däremellan, filen mot gården består av matsalen innanför salongen i dess södra ände, norr om matsalen ligger i tur och ordning serveringsgång, kök, trapphus samt ytterligare ett rum. Matsal och salong utgjorde ursprungligen en stor sal. På vinden finns äldre vindskammare mot gavlarna med fönster med lösa innerbågar och pärlspontpanel respektive liggande panel av breda brädor på väggarna. Ett nyare rum har inretts innanför takkupan mot gården.